# Wilhelm Klingenberg
Wilhelm Paul Albert Klingenberg (né à Rostock le 28 janvier 1924 et mort à Röttgen le 14 octobre 2010) est un mathématicien allemand. Ses principales contributions concernent la géométrie différentielle et la géométrie riemannienne.